# Дитяча праця в корінних американських культурах
Дитяча праця  охоплює застосування фізичних і розумових вкладів з боку дітей зля досягнення особистої або общинної мети. Як форма просоціальної поведінки, дитяча праця часто є життєво важливим внеском в продуктивність громад і , як правило , включає в себе неексплуататорські мотивації для участі дітей у трудовій діяльності.  Діяльність може варіюватися від домашньої повсякденної роботи до участі в сімейних та громадських роботах. Інга Болін зазначає , що дитяча праця може привести до розмивання межі між навчанням, грою і роботою в формі продуктивної взаємодії між дітьми і дорослими.  Такі дії не повинні бути взаємовиключними.  

## Дитяча праця і корінні американські громади
Дитяча праця є цінним засобом навчання і виховання дітей у багатьох корінних американських громадах. Вона розглядається як охочий внесок в спільне і гнучке середовище, спрямоване на дітей , які навчаються уважності, відповідальності і навичкам під керівництвом і при підтримці дорослих.  Корінні американські діти мотивовані до участі в співтоваристві через культурні цінності, наприклад, кожен робить щось , щоб брати участь, і бажає бути рівноправним членом суспільства.  Діти не бачать, як це  працює, але бачать, як допомагає, тому що вони відчувають відповідальність за те , що відбувається в їхніх громадах.  Як показала спільнота Mexican Nahua, дітям рекомендується починати дитячу роботу у віці двох років протягом приблизно  6-7 годин на день. Їм не потрібно переконуватися в тому, щоб допомогти, але потрібно мати бажання брати участь в діяльності. Дитяча праця може бути такою як допомога по дому, догляд членів сім'ї, або допомога у громадській діяльності. 
Корінні американські діти вивчають функціональні навички життя через спостереження дорослих в режимі реального часу та інтерактивну участь цих отриманих навичок спільноті.  Активний внесок в сім'ю і громадську роботу безпосередньо впливає на дитячу пізнавальну зрілість, дозволяючи дитячому агенству бути вище свого власного розвитку. 
1. ↑  Bourdillon, Michael (2010). Rights and Wrongs of Children's Work. Rutgers University Press. ISBN 978-0-8135-4889-0.
2. ↑  Bolin, Inge (2006). Growing Up in a Culture of Respect: Child Rearing in Highland Peru. University of Texas Press. ISBN 978-0-292-71298-0.
3. ↑  Morelli, Gilda A.; Barbara Rogoff; Cathy Angelillo (2003). Cultural variation in young children's access to work or involvement in specialised child-focused activities. International Journal of Behavioral Development. 27 (3): 264—274. doi:10.1080/01650250244000335. Архів оригіналу за 24 травня 2014. Процитовано 20 травня 2014.
4. ↑  Rogoff, Barbara; Gilda A. Morelli; Pablo Chavajay (2010). Children's Integration in Communities and Segregation from People of Different Ages. Perspectives on Psychological Science. 5 (4): 431—440. doi:10.1177/1745691610375558. Архів оригіналу за 22 квітня 2014. Процитовано 20 травня 2014.
5. ↑  Learning by Observing and Pitching In Overview. Архів оригіналу за 14 жовтня 2018. Процитовано 21 травня 2014.
6. ↑  Pewewardy, C (2002). Learning styles of American Indian/Alaska Native Students: A review of the literature and implications for practice. Journal of American Indian Education. 41: 3.
7. ↑  Coppens, A. D.; Alcala, L.; Mejia-Arauz; Rogoff, B. (2014). Children's initiative in family household work in Mexico. Human Development. 57: 116—130. doi:10.1159/00356768.
8. ↑  Alcala, L.; Rogoff, B.; Mejia-Arauz, R.; Coppens, A. D.; Dexter, A. L. (2014). Children's initiative in contributions to family work in indigenous-heritage and cosmopolitan communities in Mexico. Human Development. 57: 96—115. doi:10.1159/000356763.
9. ↑  Paradise, R.; Rogoff, B. (2009). Side by side: Learning through observation and participation. Ethos. 37: 102—138. doi:10.1111/j.1548-1352.2009.01033.x.
10. ↑  Bourdillon, Michael (2010). Rights and Wrongs of Children's Work. Rutgers University Press. с. 134–135. ISBN 978-0-8135-4889-0.